# Litex Lovetsj

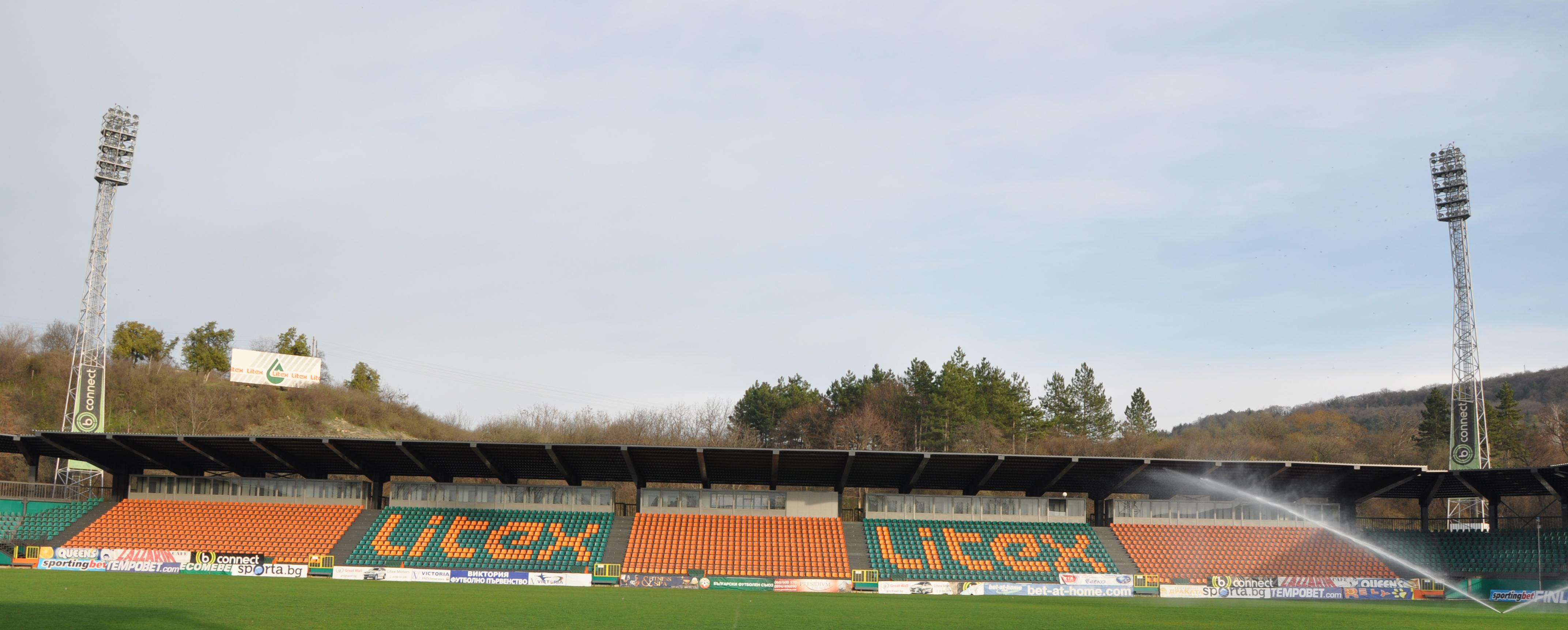
Het Lovech-stadion

Litex Lovetsj (Bulgaars: ПФК Литекс Ловеч) is een Bulgaarse voetbalclub uit Lovetsj.
De club werd in 1923 opgericht als Chisarja. In 1957 nam de club de naam ‘’Christo Karpatsjev’’ aan. De club speelde van 1962 tot 1994, met uitzondering van seizoen 1973/74 onafgebroken in de tweede klasse. Van 1980 tot 1991 speelde de club als Osam Lovetsj en van 1991 tot 1995 als Lex Lovetsj. 
Het eerste seizoen eindigde de club 11de maar het volgende seizoen degradeerde Lovetsj, dit was een ommekeer voor de club. Zakenman Grisja Gantsjev kocht de club en herdoopte deze in Litex Lovetsj, de spelers werden ontslagen en betere spelers werden aangetrokken. De club werd kampioen met 10 punten voorsprong en promoveerde opnieuw naar 1ste. Voor de eerste keer in de Bulgaarse voetbalgeschiedenis werd een promovendus meteen kampioen in de hoogste klasse. In de 1ste voorronde van de Champions League werd het Zweedse Halmstads BK nog aan de kant gezet, maar in de 2de ronde was Spartak Moskou te sterk. Het volgende jaar werd de titel opnieuw binnen gehaald.
De club is ook de trotse recordhouder van 's lands grootste club zijn zwaarste nederlaag toe te dienen, Litex versloeg CSKA Sofia in 1998 met 8-0. In oktober 2001 was het ook de eerste Bulgaarse club die een Duits team uitschakelde in Europa, al moet er wel bij verteld worden dat 1. FC Union Berlin op dat moment in de 2de klasse speelde en zich als bekerfinalist voor de UEFA Cup had geplaatst. In 2015 werd de club uit de lopende competitie gezet wegens financiële problemen. In 2016 begint de club opnieuw in de derde klasse. Na één seizoen promoveerde de club. 

## Erelijst
- Landskampioen

1998, 1999, 2010, 2011
- Beker van Bulgarije

2001, 2004, 2008, 2009
- Bulgaarse Supercup - 2010

## Naamsveranderingen
- 1921 : opgericht als Chisarja
- 1991 : Leks Lovech
- 1995 : FK Lovech
- 1996 : PFK Litex Lovech
- 1999 : FK Lovech
- 2001 : PFK Litex Lovech

## In Europa
Litex Lovetsj speelt sinds 1998 in diverse Europese competities. Hieronder staan de competities en in welke seizoenen de club deelnam:
- Champions League (4x)

1998/99, 1999/00, 2010/11, 2011/12
- Europa League (5x)

2009/10, 2010/11, 2011/12, 2014/15, 2015/16
- UEFA Cup (9x)

1998/99, 2001/02, 2002/03, 2003/04, 2004/05, 2005/06, 2006/07, 2007/08, 2008/09

## Bekende (oud-)spelers
- Alban Busi
- Georgi Denev
- Petar Hubchev
- Radostin Kishishev
- Dimcho Belyakov
- Svetoslav Todorov
- Rosen Kirilov

- Zlatomir Zagorcic
- Stoycho Stoilov
- Christo Jovov
- Zlatko Petrov
- Ivaylo Petkov
- Robert Popov
- Altin Haxhi

- Laurențiu Reghecampf
- Aurelian Patrascu
- Thijs Sluijter
- Stanislav Manolev
- Zjivko Zjelev
- Zdravko Zdravkov